# Éric Valli
Éric Valli (ur. 21 grudnia 1952 w Dijon) – francuski fotografik i reżyser filmowy.
Valli jest zawodowym fotografikiem, przez wiele lat pracował dla National Geographic i innych czasopism. Specjalizował się w pracach z regionu Himalajów, a jego zdjęcia były wielokrotnie nagradzane. W 1999 wyreżyserował fabularny film Himalaya – Dzieciństwo wodza (Himalaya - l'enfance d'un chef), opowiadający o tradycyjnym przepędzie jaków w wysokich górach. Zrealizowany w koprodukcji francusko-nepalskiej obraz został w roku następnym nominowany do Oscara w kategorii filmu nieanglojęzycznego.